# Octave Flanneau
Octave Flanneau (Brussel, 11 juni 1860 - aldaar, 24 juni 1937) was een Belgische architect.

## Biografie
Octave was de zoon van architect Eugène Flanneau (1821-1891) en Elvire Englebert (1824-1894). Hij was de kleinzoon van Julien Joseph Flanneau (1795-1885) die directeur was van het toenmalige Ministerie van Oorlog.
Anno 1880 ging Octave naar de Koninklijke Militaire School teneinde er een opleiding te volgen in verband met landsverdediging, maar na verloop van tijd diende hij er zijn ontslag in en wijdde hij zich aan de architectuur.
Zijn opleiding voor de bouwkunst ontving hij daarop van de architecten Henri Maquet (Belg) (1839-1909) en Charles Girault (Fransman) (1851-1932).
Op 4 juli 1887 trad hij te Brussel in het huwelijk met Maria-Theresa Crocq (1864-1945), een dochter van de bekende geneesheer Jean Joseph Crocq (1824-1898), die voorzitter was van de Franstalige Academie voor Geneeskunde (gesticht in 1841).
In 1930 werd Octave Flanneau ondervoorzitter van de Koninklijke Commissie voor Monumenten en Landschappen.

## Oeuvre
Zijn cliënteel hebbende in de voorname hoge kringen, was Flanneau's werk in verhouding tot zijn opdrachtgevers: kastelen, grote herenhuizen en hotels. Zo voltooide Flanneau de door zijn leermeester Henri Maquet aangevangen veranderingswerken aan het Koninklijk Paleis van Brussel. Hij kreeg van het Paleis meer opdrachten en kon de facto beschouwd worden als de hofarchitect. Ook de wederopbouw van de rechtervleugel van het Egmontpaleis (Kleine Zavel, Brussel) (anno 1906-1910) was van zijn hand.
1. Bouw:
  - 1896: Serville. Neo-romaanse Sint-Pieterskerk;
  - 1900: Brussel, Miniemenstraat 21. Joods Museum;
  - 1904: Grimbergen, Vorststraat 18. Kasteel d'Overschie;
  - 1912: Aalter, Loveldlaan 41. Kasteel van Loveld, op verzoek van Karel de Hemricout de Grunne, burgemeester van Aalter);
  - 1927: Knokke-Heist, Albertlaan 73. Villa Manoir du Dragon (thans hotel);
  - Nassogne (Grune), Rue du Moustier 25. Kasteel van "fontaine Godfroid", voor de familie de Jonghe;
  - Brussel, Hertogstraat 2. Hotel van de Civiele Lijst, ook Hotel Walckiers genoemd (wederopbouw: originele plans van Barnabé Guimard, °1739, †1805).
2. Verbouwingen:
  - 1905: Antwerpen, Meir 50. Koninklijk Paleis (spiegelzaal);
  - 1907: Brussel, Zinnerstraat 1. Huis de Warande;
  - 1907-1908: Brussel, Wolstraat 13. Huis de Lannoy;
  - ~1911-1912: Kampenhout, Wildersedreef 65. Kasteel van Wilder;
  - 1930: Dréhance. Gevel van het Kasteel van Walzin op verzoek van baron Frédéric Brugmann de Walzin;
  - kasteel van Zwijnaarde;
  - kasteel van Moisnil in opdracht van Jules Van Dievoet, advocaat bij het Hof van Cassatie;
  - kasteel van Arthey voor baron de Mevius;
  - Kraainem. Berkenkasteel (château des Bouleaux) voor mevrouw Wittouck.

## Galerij

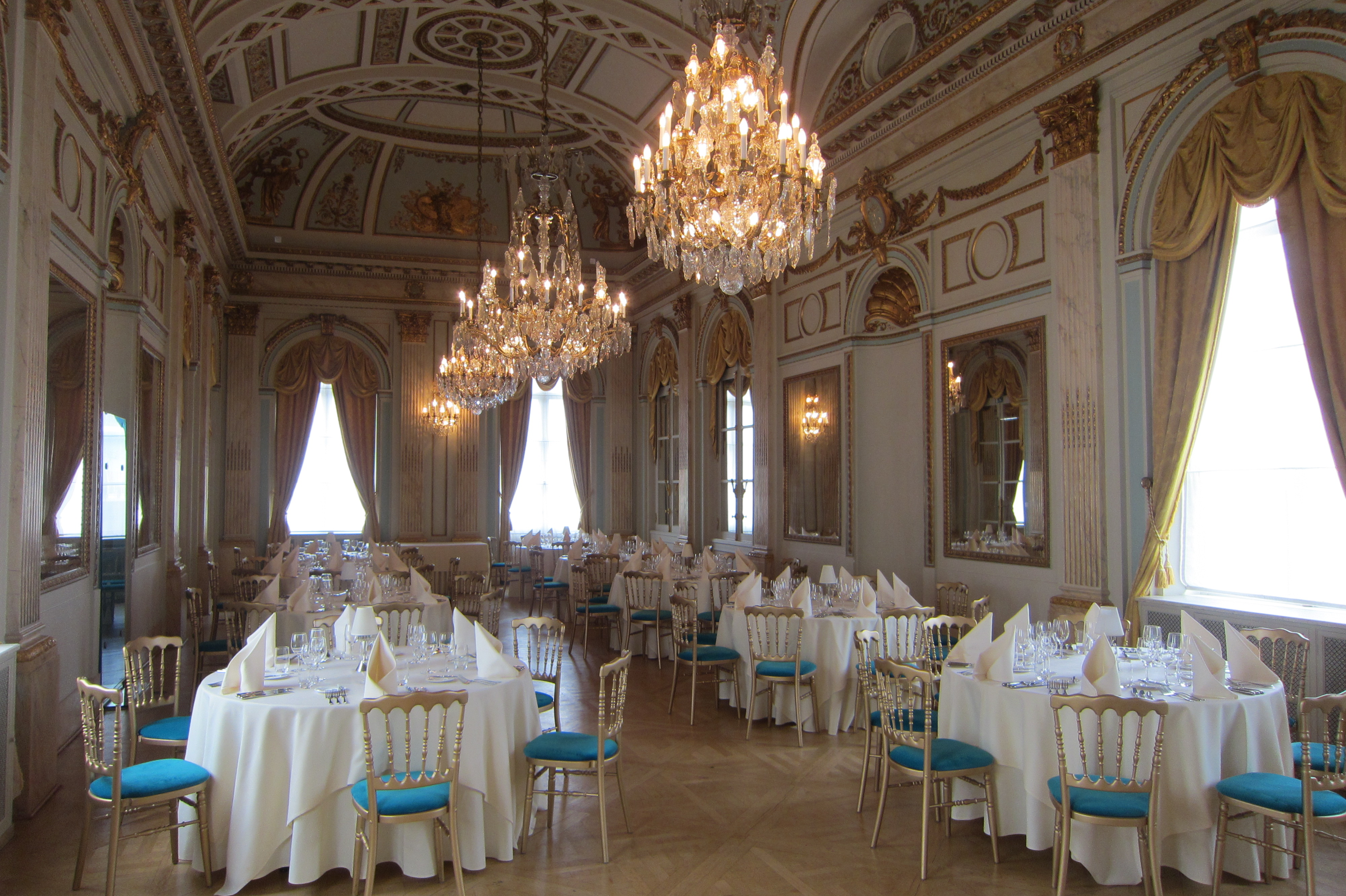
Spiegelzaal in het Koninklijk Paleis op de Meir te Antwerpen.
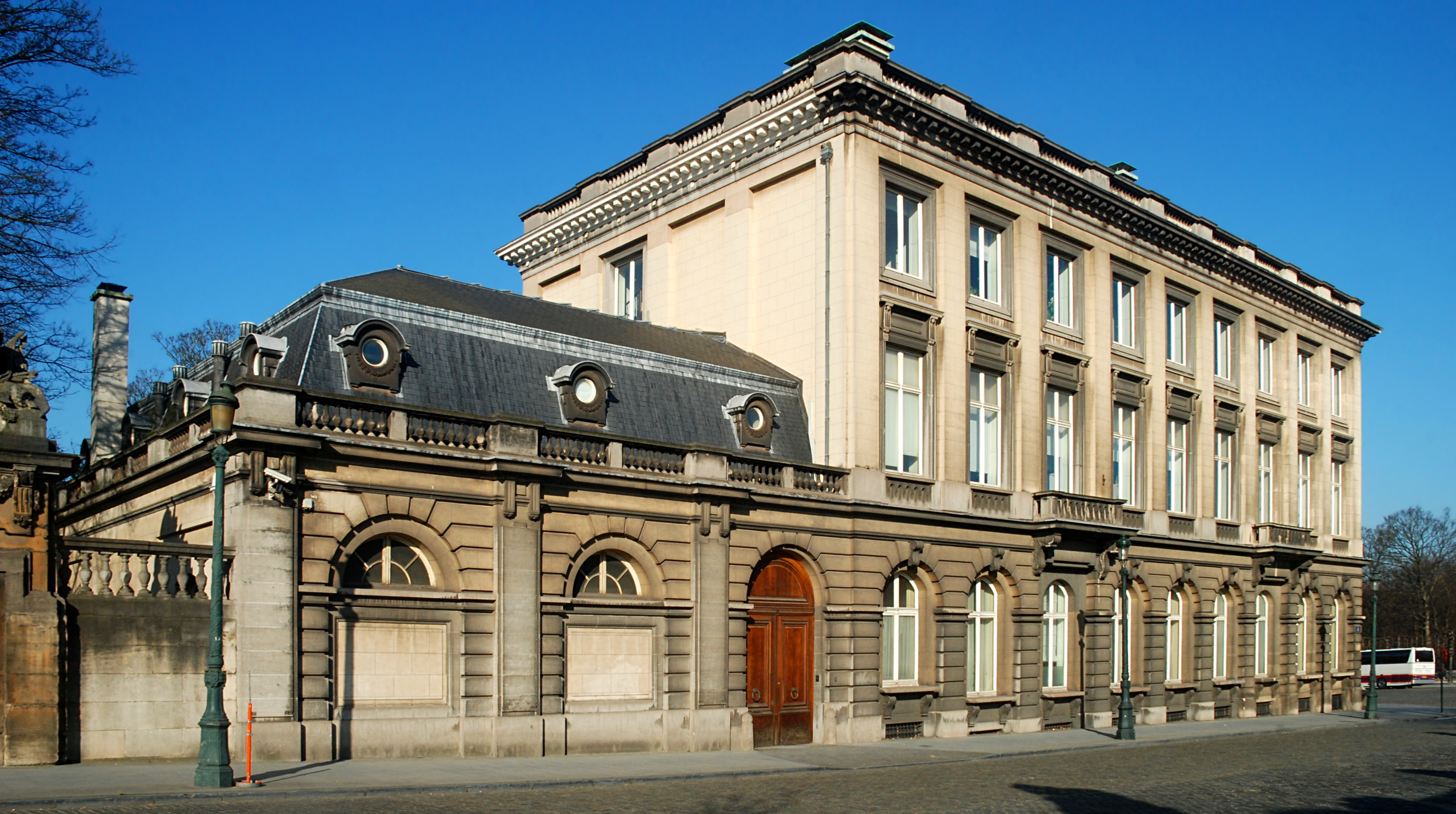
Brussel - Hotel van de Civiele Lijst.
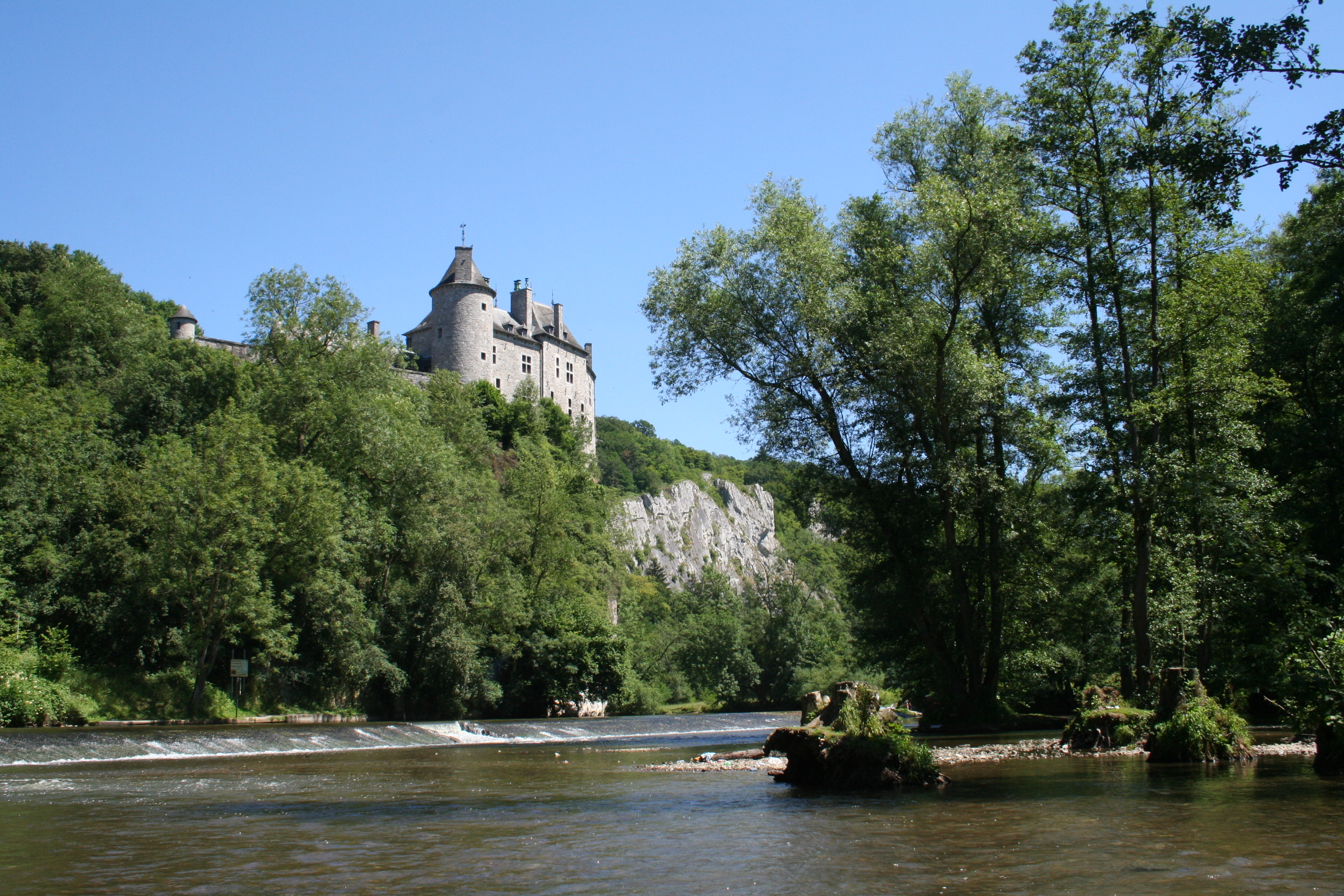
Dréhance - Kasteel van Walzin.